# Distúrbios de 2008 na Grécia
Os distúrbios na Grécia em 2008 foram uma série de confrontos violentos entre manifestantes e policiais, iniciados na noite de 6 de dezembro, depois que um estudante de 15 anos, Aléxandros Andréas Grigorópulos (em grego:  Αλέξανδρος Γρηγορόπουλος) morreu em consequência de ferimento a bala, infligido por um policial, Epaminondas Korkoneas, quando este e um outro policial abordaram um pequeno grupo de adolescentes, no bairro ateniense de Exárchia, em Atenas. As investigações seguem sem conclusão.
A morte de Grigorópulos resultou em grandes protestos, com centenas de manifestantes fazendo frente às tropas de choque com coquetéis molotov, tendo sido também registrados episódios de depredação de patrimônio público e privado. Manifestações e protestos se espalharam por muitas outras cidades, incluindo a Tessalônica, a segunda maior cidade do país.

## Antecedentes
Nem a morte de Grigorópulos, nem os protestos pelas ruas das cidades gregas são incidentes isolados. Ambos possuem como antecedentes uma série de ações e reações que permeiam o século XX, e a história da violência estatal na Grécia contra os grupos de oposição.
De acordo com o Relatório 2008 da Anistia Internacional, migrantes haviam sido vítimas de maus tratos e aqueles que demandam asilo, mesmo crianças, são mantidos em regime de detenção arbitrária e prolongada, sem assistência jurídica nem acesso aos procedimentos de pedido de asilo, em locais superlotados, cujas condições de higiene são questionáveis. Embora a Corte Europeia de Direitos Humanos tenha emitido acórdãos que estabeleciam que houve uma violação, por parte da Grécia, da Convenção Europeia dos Direitos do Homem, o número de alegados casos de maus-tratos imputáveis à polícia aumentou. As alegações de maus tratos infligidos a pessoas detidas se multiplicavam. As vítimas pertenciam geralmente aos grupos mais vulneráveis. Foram relatados caso de morte durante a detenção. Objetores de consciência foram torturados e roms, expulsos à força.
Segundo os meios de comunicação alternativos de esquerda, o estado grego empreendeu, na década de 2000, uma "guerra secreta" contra os muitos grupos militantes de esquerda do país, com o objetivo de diminuir ou mesmo neutralizar sua influência..

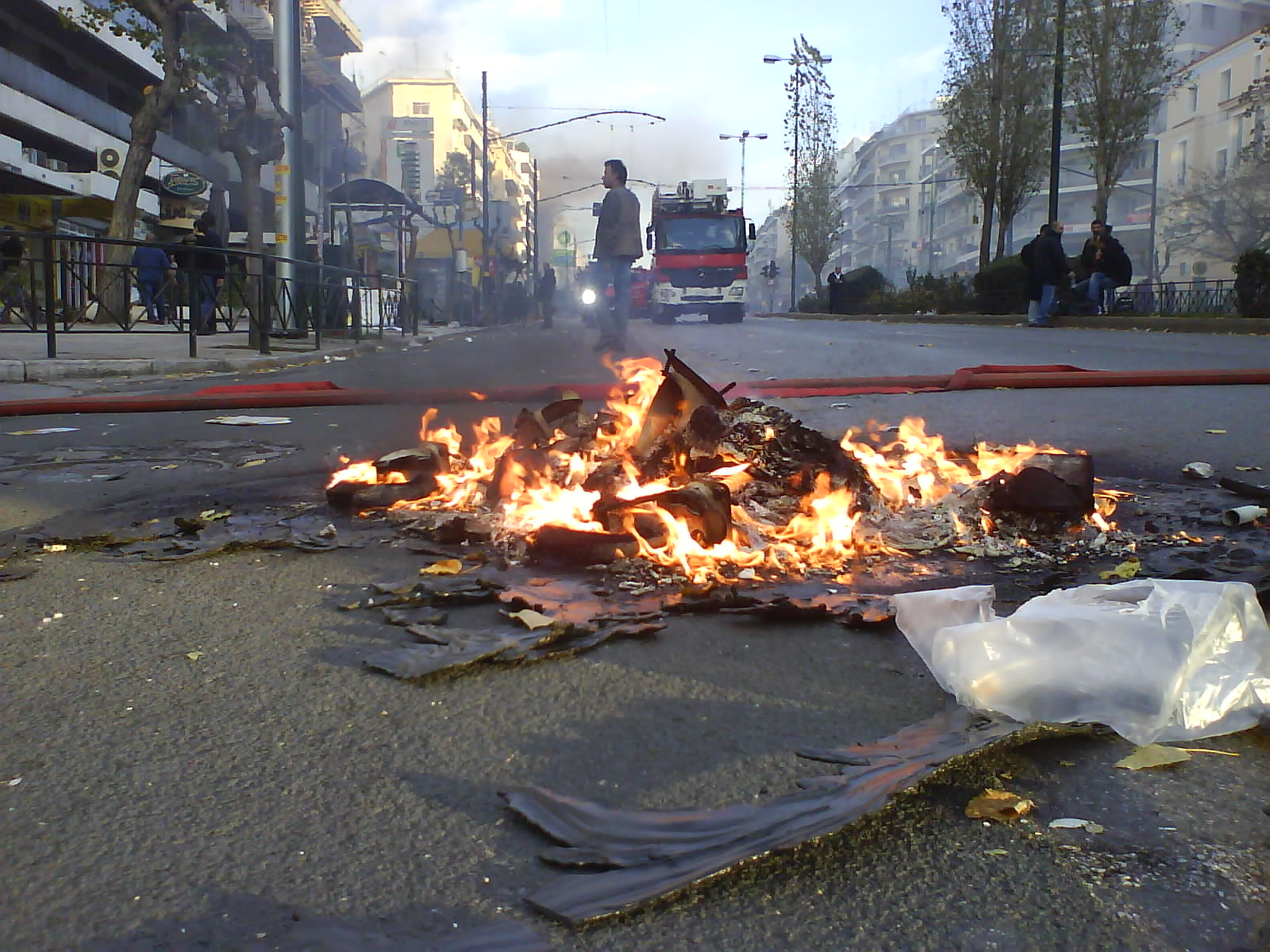
Avenida Alexandras, em Atenas, durante os motins

Em 1985, Michális Kaltézas, também de quinze anos, foi assassinado por policiais, juntamente com outro rapaz, Chrístos Tsutosúvis. Essas mortes também causaram, à época, gigantescas manifestações, em Atenas e na Tessalônica, durante mais de uma semana. Os policiais que executaram os dois jovens foram posteriormente inocentados pelo sistema judiciário grego.

## Contexto econômico e social
Embora a morte de Aléxandros tenha sido o estopim, os analistas advertem que não se deve subestimar o alcance da rebelião, a qual, acreditam, tenha causas mais profundas, sobretudo o sentimento comum de frustração entre a população jovem, diante dos problemas econômicos do país - especialmente a partir da crise econômica global) e do crescimento do desemprego entre os jovens - e da percepção de ineficiência e corrupção generalizada das instituições do estado grego.
A agitação urbana é, segundo os especialistas, um recurso extremo ao qual se recorre quando se esgotam as vias institucionais. "Quando certas demandas civis não encontram respostas no esquema institucional e político, tendem a se manifestar em forma de conflitos na esfera pública; quer dizer, principalmente na rua e através dos meios de comunicação social", explica o sociólogo Josep Espluga.
As centenas de estudantes que foram às ruas protestavam contra a violência policial mas principalmente contra o governo e as expectativas de um futuro negro, no qual se vêem ganhando 700 euros por mês, com empregos precários e incapazes de deixar a casa dos pais.
"Brutalidade policial e corrupção política, de um lado, e, de outro, perspectivas pessimistas para os jovens na educação, no mercado de trabalho e na formação do próprio lar - a tudo isso somou-se a falta de integração dos imigrantes e o medo da crise econômica mundial", analisa Manos Matsaganis, professor do departamento de estudos econômicos europeus e internacionais da Universidade de Economia e Negócios de Atenas."Os salários para os jovens que começam são baixos em todo lugar, mas em nenhum outro seu futuro profissional está tão bloqueado quanto no sul da Europa e, talvez, na França", acrescenta.
"Existem certas condições socioambientais comuns na Europa (sobretudo na mediterrânea), que também explicam em parte a rebelião das periferias francesas de alguns anos atrás e a que está começando a surgir na Itália," adverte o antropólogo Carles Feixa.
"O que está acontecendo na Grécia parece provar que a extrema-esquerda existe, ao contrário do que pensavam alguns durante as últimas semanas", afirmou recentemente Gérard Gachet, porta-voz do Ministério do Interior da França, à agência Associated Press. "Por enquanto não podemos tirar mais conclusões e dizer que existe um perigo de contágio da situação grega na França. Tudo está sendo observado com atenção."
A concentração de toda essa insatisfação, somada à rejeição generalizada ao governo do primeiro-ministro liberal Kostas Karamanlis, deu ímpeto à agitação na Grécia, batizada como o Levante da geração dos "setecenteuristas" (os que ganham salário mínimo de 700 euros, em comparação com os "mileuristas" de outros países). Os cidadãos desconfiam do sistema político (e sua corrupção), do judiciário, da mídia e da Igreja. "Uniram-se grupúsculos anti-sistema, antiglobalização e anarquistas, mas o grosso dos protestos é integrado por estudantes universitários e colegiais. Todos eles são jovens, embora obviamente nem todos compartilhem as mesmas razões", explica o professor Matsaganis.
O professor lembra que "as atividades do grupo terrorista local 17 de Novembro nunca receberam uma condenação pública firme, semelhante às dirigidas contra o ETA ou as Brigadas Vermelhas. Matsaganis, crítico do governo e ex-militante da Coalizão da Esquerda Radical, da qual se afastou por considerá-la extremista, rejeita francamente a violência política.
Há quem compare dezembro de 2008 ao maio de 1968. "Não é por acaso que essas revoltas coincidem e inclusive se antecipam à crise (em um sentido não só econômico, mas também cultural)", considera o antropólogo Feixa. "Os jovens costumam ser o termômetro das mudanças sociais. Enquanto há 40 anos (1968) anunciavam os limites do progresso, hoje antecipam suas consequências perversas." E complementa: "Na Europa mediterrânea, a juventude se transformou em uma fase da vida extremamente longa, cujo início se antecipa e cujo final se retarda ad infinitum, em conseqüência das precárias políticas estatais de bem estar social, moradia e trabalho. O que cria um modelo de 'adultescência' (jovens adultos parcialmente emancipados) viável em situações de bem-estar, mas menos suportável quando há crise. O relevante é que isso afeta não somente os setores marginais, mas também a juventude universitária, que vê seu futuro ameaçado."
"Dezembro de 2008 tem certos ecos de Maio de 68: mais que uma revolta econômica ou política, talvez estejamos assistindo a uma revolta cultural, não menos significativa por ser minoritária."
O advogado Nikos Kairis concorda: "Tudo isso constitui um coquetel explosivo que poderia levar a um novo Maio de 68 em toda a Europa. Por isso todos os governos europeus deveriam escutar as sociedades que representam, tentando enfrentar os problemas humanos mais que os monetários."

## O incidente

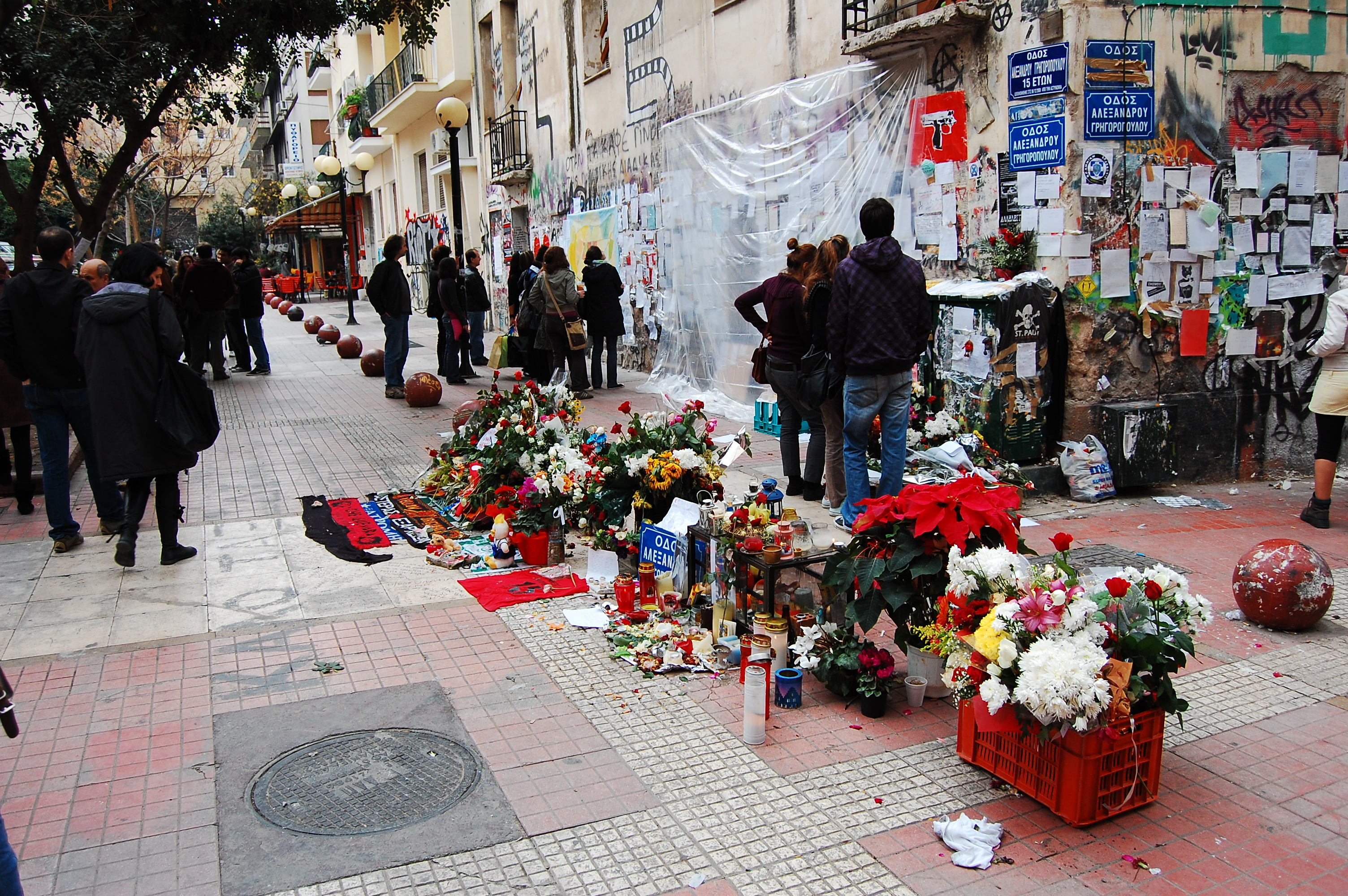
Esta é a área onde Aléxandros Grigorópulos foi baleado.

O incidente que iniciou os distúrbios e protestos aconteceu na noite de 6 de dezembro de 2008, pouco depois das 21 horas, no bairro ateniense de Exárchia, região central de Atenas. Segundo a imprensa grega, uma dupla de guardas especiais (uma categoria especial do efetivo da Polícia grega, originalmente destinada à proteção de espaços públicos) se envolveu em uma discussão com um grupo de adolescentes na rua principal de Exárchia. Após partirem com o carro de polícia, os guardas passaram por um outro grupo, em um cruzamento próximo. Os dois guardas receberam ordens da central de polícia para saírem imediatamente do local. No entanto, os dois guardas estão sendo acusados de não seguirem ordens. Em vez de partirem, evitando o conflito, os dois policiais preferiram estacionar o carro perto da sede do partido do Movimento Socialista Pan-helênico (PASOK) e ir caminhando pela rua Tzavella com a intenção de confrontar os adolescentes.
Após uma breve troca de ofensas verbais, que, de acordo com diversas testemunhas, foi iniciada pelos policiais, um deles, Epaminondas Korkoneas, disparou sua arma.
O relato inicial da polícia sobre o incidente afirma que o guarda atirou em resposta a um novo ataque dos jovens que jogaram garrafas e pedras contra eles . No entanto, testemunhas entrevistadas pela imprensa grega afirmaram que os guardas não foram atacados pelos jovens. Ainda assim, os guardas se aproximaram do grupo insultando-os verbalmente com a finalidade de provocá-los. O guarda Epaminondas Korkoneas afirmou ter atirado três vezes - dois tiros de aviso para o ar e um terceiro apontado para o chão. Diversas testemunhas acreditam que o policial mirou diretamente contra os adolescentes.
De acordo com o advogado do policial, Alexis Kougias, o exame inicial de balística demonstrou que o garoto fora morto por uma bala que ricocheteou após bater em alguma superfície e não por um tiro direto. No entanto, o relatório balístico não era conclusivo, e outros exames indicaram que o menino fora morto por um tiro direto.
Imediatamente após os tiros, a vítima, Aléxandros Grigorópulos, foi transportada para o hospital mais próximo, onde foi atestada a sua morte.

## Manifestações e enfrentamentos

Locais dos incidentes em Atenas

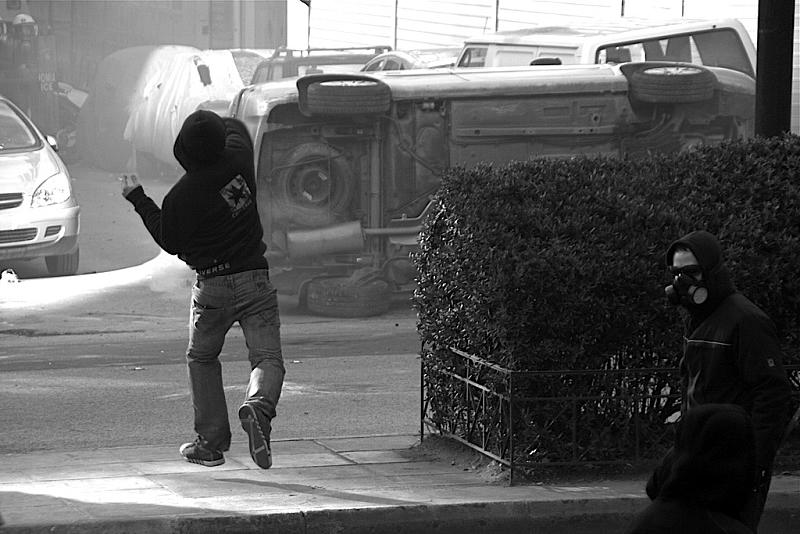
Dois participantes dos protestos nas ruas de Atenas

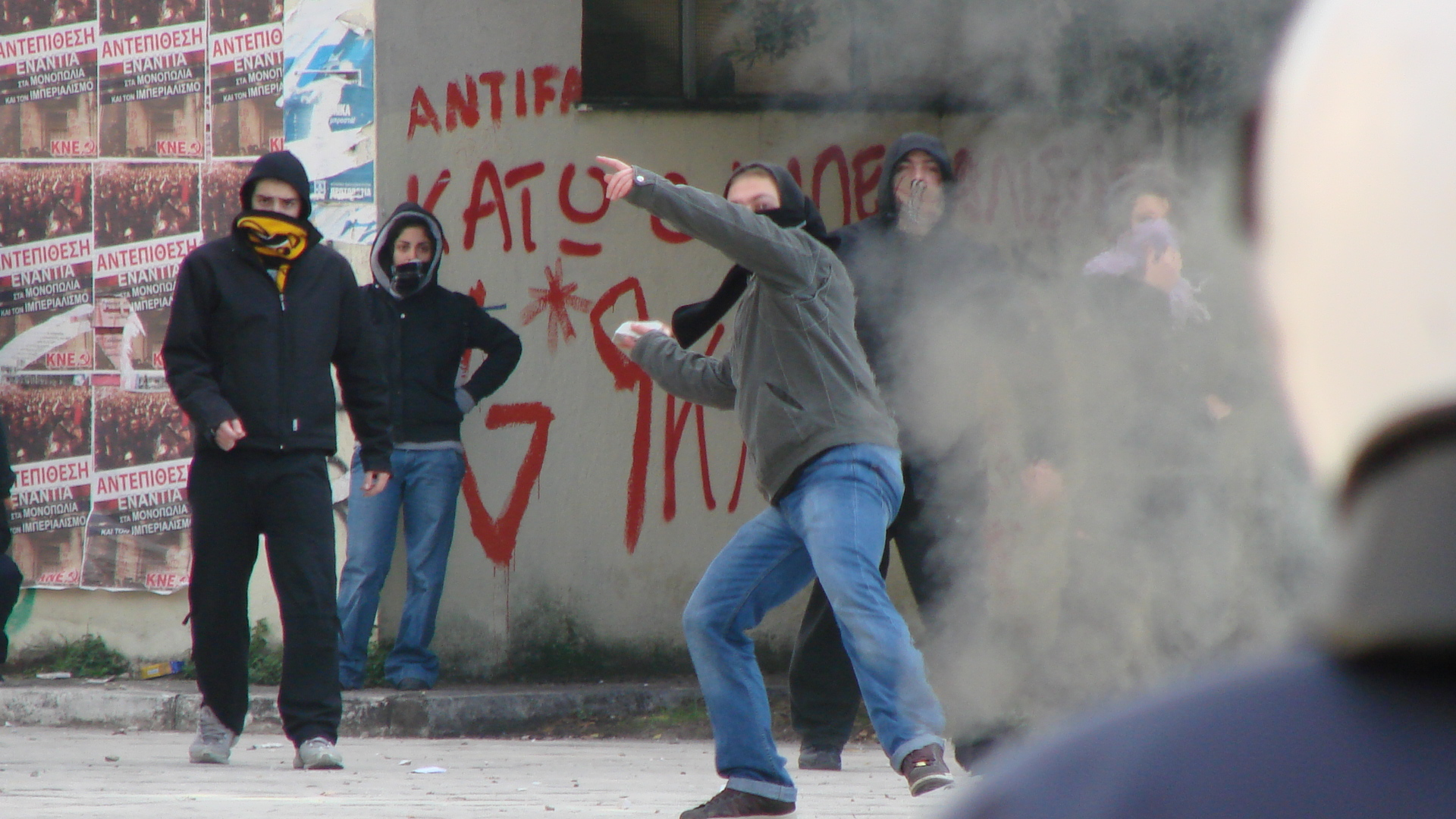
Manifestantes insurrectos em Comotini

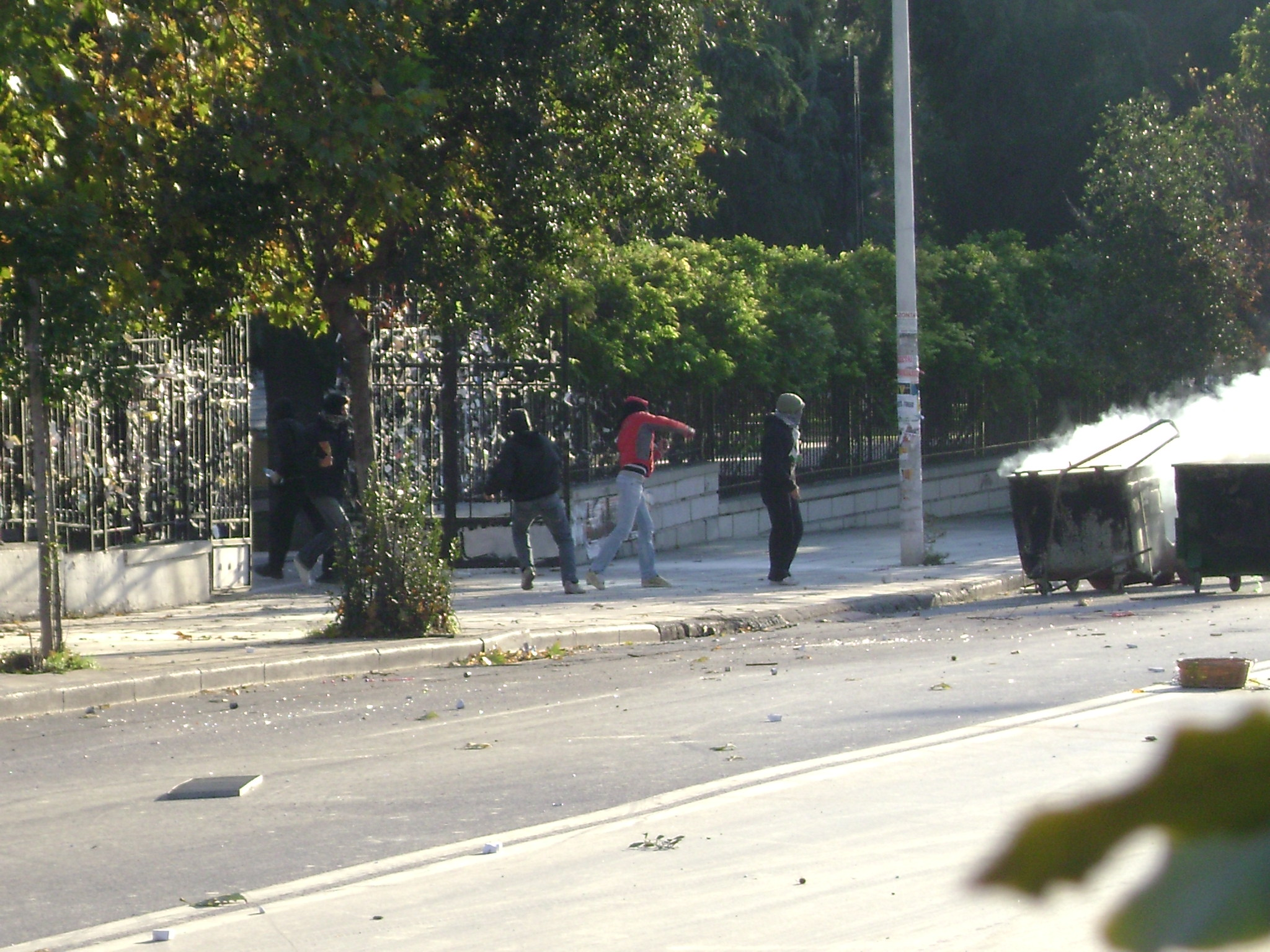
Manifestantes atiram pedras e bombas de fumaça em frente à Universidade Aristóteles da Tessalônica

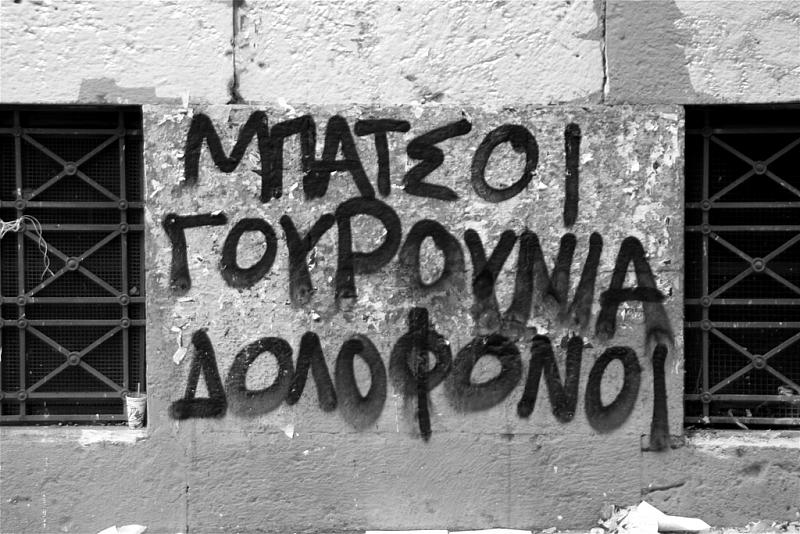
Graffite de protesto (tradução: "policiais, porcos, assassinos")

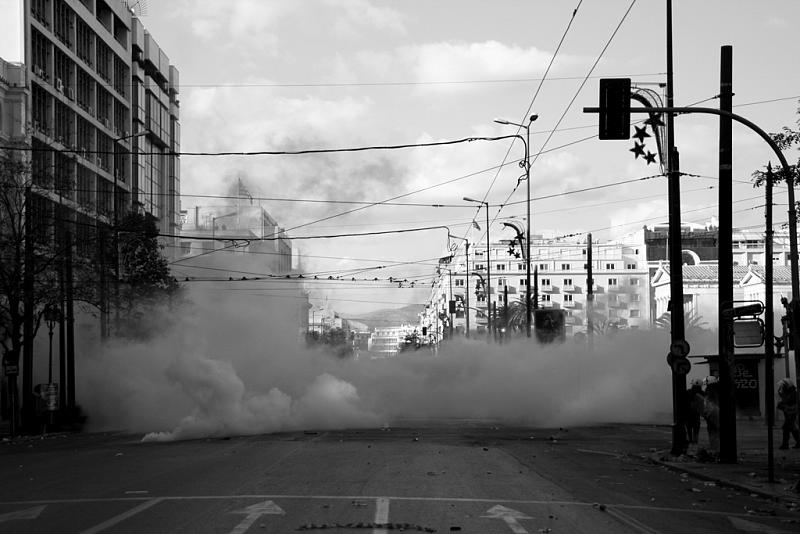
Nuvens de fumaça encobrem uma rua

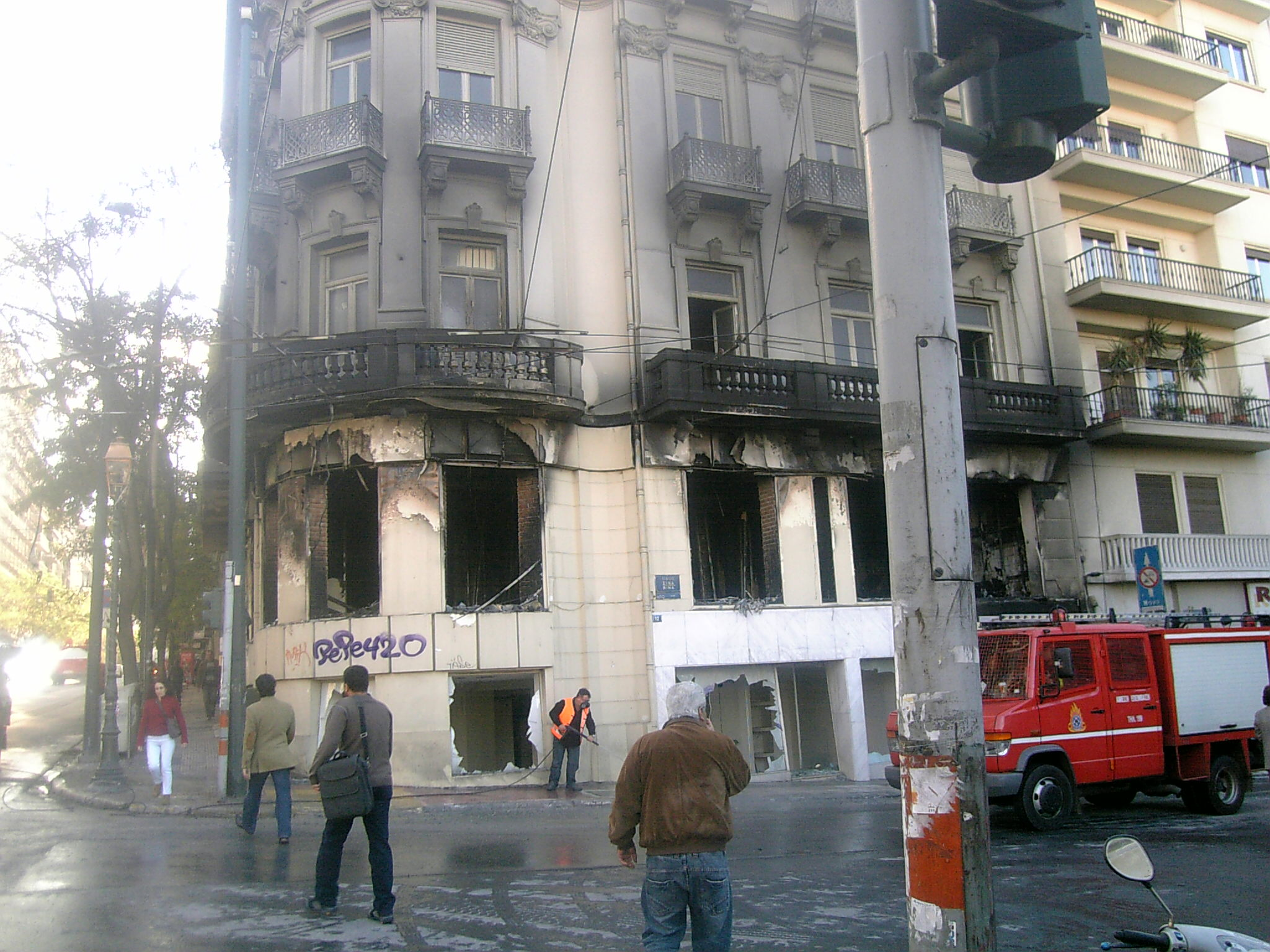
Prédio destruído da Biblioteca Legislativa Européia, esquina das ruas Sina e Akadimias

Poucos minutos após a morte do estudante, manifestantes furiosos tomaram as ruas de Exarqueia e adjacências, irrompendo em violentos confrontos com a polícia. Simultaneamente, manifestações similares também ocorreram em outras cidades gregas, incluindo Tessalônica, Janina, Comotini, Castória, Patras, Trípoli, Volos, Trícala, Mitilene, Agrínio, Cavala, Corfu, Pireu, Chania, Heraclião, Rodes, Carditsa, Lâmia, Stylida, Drama, Xanti, Lagkadas, Cozani, Alexandrópolis, Lárissa e Corinto.
Após a meia-noite, as manifestações em Atenas transformaram-se em um violento protesto nas ruas centrais da cidade. Na madrugada de domingo, 24 policiais foram feridos e 31 lojas (particularmente na rua Ermou), 9 bancos e 25 carros fora também seriamente danificados ou incendiados, na área central da cidade.
Em 8 de dezembro, a polícia avaliou os danos como agendas diárias e os confrontos diminuíram Por toda a Grécia, vários milhares de estudantes secundaristas marcharam contra a polícia, atirando ovos, balões cheios de tintas e garrafas de água. Os manifestantes também ocuparam campi universitários por todo o país, enquanto organizações como o Partido Comunista Grego anunciaram um protesto para a tarde daquele mesmo dia. As manifestações maciças daquela noite foram reprimidas por tropas de choque, com bombas de gás lacrimogéneo. Cerca de onze prédios públicos localizados ao redor da Praça Sintagma, a principal de Atenas, foram incendiados.
Por toda a Grécia, estudantes protestaram, ocupando instalações escolares em Serres, Emátia, Calcídica, Pieria e Tessalônica. As Universidades Aristóteles de Tessalônica, Técnica Nacional de Atenas e a de Economia e Negócios foram ocupadas. Em 7 de dezembro, 38 veículos foram danificados, 13 agentes policiais acabaram feridos, e 22 insurgentes foram detidos.
Em 8 de dezembro, os insurgentes puseram fogo no edifício Kostis Palamas, o que provocou a destruição total da Biblioteca Judiciária Européia, situada na esquina das ruas Akadimias e Sina. Após o incêndio, o reitor da Universidade Nacional do Kapodistrian de Atenas, Christos Kittas, renunciou,, mas, alguns dias mais tarde, retirou seu pedido de demissão.
Na Tessalônica, 63 estrangeiros foram presos por roubo e entrada ilegal no país. Segundo um relatório policial apresentado na manhã de terça-feira, 12 agentes policiais foram feridos, 87 manifestantes foram presos e 176 pessoas foram levadas a julgamento no Ministério Público. Na Tessalônica, 16 participantes dos distúrbios foram presos por roubo, 3 dos quais são menores de 18 anos.

## Repercussões na Europa
Quatro dias depois, quando a Grécia era paralisada por uma greve geral, pequenas réplicas do terremoto social helênico ocorreram na Itália, Alemanha, França, Dinamarca e Espanha, onde já crescia o movimento estudantil contrário à Declaração de Bolonha. Manifestações de solidariedade, protestos e, em alguns casos, conflitos com policiais ocorreram em várias cidades europeias, como Istambul, Londres, Paris, Roma, Berlim, Frankfurt, Madri, Barcelona, Copenhague, Bordéus, Sevilha e nas cidades cipriotas de Nicósia e Pafos.
Em Madri, uma manifestação de 300 jovens anti-sistema, em solidariedade com a morte do jovem grego, descambou para um ataque a uma delegacia da polícia e terminou com nove detidos e muitos destroços. Em Barcelona, 400 pessoas marcharam de maneira pacífica mas cerca de 40 encapuzados atacaram o mobiliário urbano e enfrentaram a polícia. Houve confrontos na Itália, com seis policiais e um soldado levemente feridos, em Bolonha e Roma, respectivamente. Na Dinamarca (um grupo de manifestantes atacou com garrafas e latas de tinta a polícia da capital, Copenhague). Na Alemanha, dois dias antes, 15 pessoas ocuparam o consulado da Grécia em Berlim e cerca de cem se concentraram diante do consulado grego, em Frankfurt.
 O jornal Kathimerini chamou os distúrbios de "os piores na Grécia desde a restauração da democracia, em 1974".
"O contexto de crise propicia que a revolta se reproduza em qualquer país," diz Josep Espluga Trenc, doutor em sociologia pela Universidade Autônoma de Barcelona. "Assim como o contágio biológico, o contágio social só se expande se existirem condições ambientais que o favoreçam", observa Carles Feixa, professor de antropologia social na Universidade de Lleida e co-autor de "Movimientos juveniles: de la globalización a la antiglobalización".

## Reação do governo grego
O Governo grego assegurou que não haverá tolerância à "tentativa de desestabilizar a democracia". Após seis horas de motim, o primeiro-ministro grego, Kóstas Karamanlís, convocou uma reunião urgente com outros ministros.
Após a reunião, que durou três horas, o ministro de Obras Públicas, Giórgos Súflias, pediu calma à população e declarou que "ninguém tem o direito de atropelar a democracia e fazer a Justiça com as próprias mãos", afirmando que cada cidadão deve arcar com suas responsabilidades.
Já o ministro do Interior, Prokópis Pavlópulos, declarou que policiais e bombeiros "fizeram seu trabalho para enfrentar aqueles que se aproveitam de um fato lamentável", e acrescentou: "Temos uma democracia, funcionamos com base nela e respeitamos os direitos humanos".
O primeiro-ministro marcou uma reunião com o presidente Károlos Papúlias e os chefes dos partidos políticos, para o dia 9 de dezembro, a fim de informá-los sobre a situação.
Segundo Der Spiegel a violenta convulsão social coloca a Grécia à beira de uma crise política. O semanário considera que as manifestações são uma explosão de ira dos jovens, que "contam com poucas perspectivas de obter um lugar para si em uma sociedade na qual todas as iniciativas estão sufocadas".

## O processo
Foi instaurado processo por assassinato ("homicídio doloso", de acordo com a legislação grega), contra o policial Epaminondas Korkoneas, enquanto seu parceiro foi processado como cúmplice. Ambos foram suspensos do dever e mantidos em detenção.
Em 10 de Dezembro, o advogado de defesa, Alexis Kougias disse que, segundo os resultados preliminares dos exames balísticos, de fato, a bala havia ricocheteado e que os dois policiais apareceriam somente depois que os demais exames - forense, de balística e toxicológicos fossem concluídos.
Mas os resultados dos exames forenses indicaram que a bala que matou Alexis Grigorópulos entrou no corpo do jovem diretamente. Esta evidência colocou em dúvida as alegações do policial, de que a bala havia sido disparada como um aviso e ricocheteado.
Na manhã seguinte Dimitris Tsovolas, antigo parlamentar e ex-Ministro das Finanças no governo anterior do Movimento Socialista Pan-helênico, assumiu a representação legal da família de Grigorópulos.
O testemunho do oficial Epaminondas Korkoneas durante o julgamento, que incluiu declarações que descreviam o garoto falecido como exibindo um "comportamento desviante" tornou-se público naquele mesmo dia. Foi dito que o adolescente, apesar de uma família estruturada, frequentava o bairro de Exarqueia. Além disso, o policial alegou que duas horas antes do incidente fatal, o garoto havia participado do final de um jogo de basquete que havia terminado em tumultuo e que, em geral, "a vítima não mostrava o comportamento e a personalidade esperada de um adolescente de 15 anos". A família da vítima, amigos, colegas de escola e professores imediatamente repudiaram tais alegações declarando em público que estas afirmações eram "completamente sem fundamento" e "insultuosas". A escola particular onde estudava Aléxandros também emitiu uma nota pública negando todas as alegações. Também os comentários do advogado de defesa Alexis Kougias foram considerados degradantes, obrigando a corte de Atenas a igualmente iniciar um processo disciplinar contra ele.
Em 15 de Dezembro, Alexis Kougias solicitou que os dois processados fossem liberados, uma vez que nenhum deles jamais havia cometido qualquer violação legal, tinham endereços conhecidos e número considerável de vínculos com sua comunidade´, e que testemunhas oculares deveria ser interrogadas.
Após 15 de Dezembro, as últimas quatro testemunhas foram ouvidas pela promotoria pública e negaram quase todas as afirmações feitas pelos réus e seu advogado.
Em 17 de Dezembro, o representante legal da família, Grigorópolus Dimitris Tsovolas, solicitou publicamente que os réus e o advogado de defesa parassem de provocar o povo grego e a família da vítima, através de comentários degradantes, afirmações sem fundamentos que mancham a memória deste jovem morto.